# Boaz Meylink
Boaz Meylink (Deventer, 22 maart 1984) is een Nederlandse Olympische roeier, die deelnam aan de Olympische Spelen van Londen en de Olympische Spelen in Rio de Janeiro. Op de Olympische Spelen in Rio de Janeiro behaalde hij met de Holland Acht voor Nederland op het onderdeel Mannen 8+ een bronzen medaille.

## Levensloop
Meylink maakte zijn eerste roeihalen in 2005 bij de Amsterdamsche studenten roeivereeniging Nereus. In 2011 won hij met de Oude Vier van Nereus de Varsity. Op de Olympische Spelen van Londen behaalde Meylink met de Holland Vier (M4-) een 5e plaats. In 2013 werd hij met de Holland Vier samen met Mechiel Versluis, Kaj Hendriks en Robert Lücken Europees kampioen in Sevilla (Spanje) en wereldkampioen op de WK in Chungju (Zuid-Korea). Naast meerdere Wereldbeker medailles in 2014 met de Holland Vier, pakte Meylink in 2015 de bronzen medaille op het WK in Aiguebelette met de Holland Acht. In 2016 won hij met de Holland Acht twee Wereldbekerwedstrijden en het Wereldbekerklassement. Op de Olympische Spelen in Rio de Janeiro behaalde hij met de Holland Acht voor Nederland op het onderdeel Mannen 8+ een bronzen medaille. Daarmee werd na 12 jaar weer een Olympische medaille behaald door een Nederlandse mannenroeiploeg. 
In 2017 behaalde Meylink brons met de Holland Acht op de EK in Racice, Tsjechië. Later dat jaar beëindigde hij zijn actieve roeicarrière.
Boaz Meylink · 
Ruben Knab · 
Kaj Hendriks · 
Mechiel Versluis
Kaj Hendriks · 
Robert Lücken · 
Boaz Meylink · 
Boudewijn Röell · 
Olivier Siegelaar · 
Dirk Uittenbogaard · 
Mechiel Versluis · 
Tone Wieten · 
Peter Wiersum (stuurman)